# Citohrom-b5 reduktaza
Citohrom-b5 reduktaza (EC 1.6.2.2, citohromna b5 reduktaza, dihidronikotinamid adenin dinukleotid-citohrom b5 reduktaza, redukovani nikotinamid adenindinukleotid-citohrom b5 reduktaza, NADH-fericitohrom b5 oksidoreduktaza, -citohrom b5 reduktaza, NADH 5alfa-reduktaza, -citohrom-b5 reduktaza) je enzim sa sistematskim imenom NADH:fericitohrom-b5 oksidoreduktaza. Ovaj enzim katalizuje sledeću hemijsku reakciju
 + 2 fericitohrom b5 {\displaystyle \rightleftharpoons } + + + + 2 ferocitohrom b5
Ovaj enzim je flavoprotein (FAD).

## Literatura
- Nicholas C. Price; Lewis Stevens (1999). Fundamentals of Enzymology: The Cell and Molecular Biology of Catalytic Proteins (Third изд.). USA: Oxford University Press. ISBN 019850229X.
- Eric J. Toone (2006). Advances in Enzymology and Related Areas of Molecular Biology, Protein Evolution (Volume 75 изд.). Wiley-Interscience. ISBN 0471205036.
- Branden C; Tooze J. Introduction to Protein Structure. New York, NY: Garland Publishing. ISBN 0-8153-2305-0.
- Irwin H. Segel. Enzyme Kinetics: Behavior and Analysis of Rapid Equilibrium and Steady-State Enzyme Systems (Book 44 изд.). Wiley Classics Library. ISBN 0471303097.
- William P. Jencks (1987). Catalysis in Chemistry and Enzymology. Dover Publications. ISBN 0486654605.

## Spoljašnje veze
- Cytochrome-b5+reductase на 